# Освобождение Парижа
Освобождение Парижа — боевые действия в ходе Второй мировой войны на Западном фронте, продолжавшееся с 19 августа по 25 августа 1944 года между французским Сопротивлением и поддерживающими его войсками французской армии де Голля и американской 3-й армией генерала Паттона, с одной стороны, и немецкими войсками. Завершились освобождением Парижа и капитуляцией немецких войск, дислоцированных в городе.

## Военно-оперативная ситуация
Столичный регион Франции был оккупирован нацистской Германией с момента подписания Второго Компьенского перемирия в июне 1940 года, когда германская армия оккупировала северную и юго-западную Францию и когда был создан марионеточный режим Виши в одноимённом городе в центральной Франции. Впоследствии Париж, как и Франция в целом, считались одним из самых спокойных регионов Рейха. Основной контингент германских войск, находящихся во Франции, составляли демобилизованные по различным причинам солдаты и офицеры с Восточного фронта, не имевшие значительного боевого опыта и обладавшие малой эффективностью.
Всё изменилось 6 июня 1944 года. Англо-американские войска под командованием генерала Дуайта Эйзенхауэра высадились в Нормандии и открыли второй фронт в Европе. В тот же день англо-американцы произвели ещё одну высадку, уже в Южной Франции, и менее чем за сутки сломили сопротивление находящихся там немцев и формирований вишистов.
Верховное командование союзников не планировало воевать за Париж. Она старалась обойти столицу Франции и не вовлекать свои вооруженные силы в возможные затяжные уличные бои в городе с населением в несколько миллионов человек. Приоритетом союзных войск в то время был наступление на Германию для взятия под контроль промышленного района Рура, который был базой вооружения немецкой армии. Освобождение Парижа ожидалось не раньше середины октября или позже, в момент окончательной капитуляции Германии. Несмотря на это, к 15 августа 1944 года армии союзников были уже недалеко от Парижа.

### Ситуация в Париже 15—19 августа
В преддверии наступления союзников сотрудники гестапо и провишистской полиции 15 августа 1944 года провели аресты граждан, подозреваемых в связях с французским Сопротивлением, евреев и просто неблагонадёжных. Было задержано 2600 человек (2200 мужчин и 400 женщин), которых тем же вечером направили в Бухенвальд.
В тот же день началась всеобщая народная забастовка парижан, которая полностью парализовала работу почти всех инстанций города к 18 августа.
16 августа 1944 в Булонском лесу без суда и следствия немцами были арестованы и казнены на месте 35 участников французского Сопротивления, собравшихся на тайную встречу.
Адольф Гитлер приказал любой ценой удержать Париж, а в случае невозможности — уничтожить город. 17 августа 1944 военный комендант Парижа Дитрих фон Хольтиц издал приказ заминировать наиболее важные объекты и здания в городе. Представитель вишистов Пьер Теттенже тщетно попытался переубедить Хольтица.
18 августа начали распространяться слухи о приближении союзников к городу, бойцы Сопротивления активизировали свою деятельность, на стенах домов и почти везде они расклеивали плакаты с призывом начать всеобщее вооружённое восстание лиц от 18 до 60 лет, способных держать оружие против немцев и вишистов, а также предупреждение о скором возмездии для коллаборационистов и тех немецких солдат и офицеров, которые не сложат оружие.

## Бои за Париж 19—25 августа
Вечером 18 августа 1944 года некоторые части вермахта, сотрудники оккупационной администрации и просто сторонники режима Виши стали стихийно покидать город. В распоряжении Хольтица и вишистов остался гарнизон численностью в 20 000 человек при поддержке 200 орудий разных калибров и 80 устаревших танков и самолётов. 15 000 солдат гарнизона составляли немцы, ещё около 5000 полицейские и вооружённые формирования сторонников режима Виши, обладающие малой боевой эффективностью.
Утром 19 августа 1944 начались первые вооружённые стычки между бойцами французского Сопротивления и их сторонниками с одной стороны и немцами — с другой. В тот же вечер немцы без суда расстреляли подозреваемых в связях с союзниками четырёх работников «Красного Креста», прибывших в город несколькими днями ранее для оказания помощи раненым с обеих сторон конфликта. На улицах начали появляться первые окопы и баррикады, устроенные как немцами, так и французами.
От мелких стычек противостояние перешло, в тот же день, в полномасштабные уличные бои по всему Парижу уже 20 августа. Силы французского Сопротивления теснили немцев и вишистов, а на освобождённых территориях вводили добровольческие охранные дружины из местных жителей. Днём 20 августа в ходе штурма была очищена от немцев городская тюрьма Парижа и лагерь для заключённых «Форт де Роменвиль», действовавший с октября 1940 года. Однако отступающие немцы и формирования вишистов успели расстрелять большую часть заключённых — как в городской тюрьме, так и в концентрационном лагере.
Несмотря на успехи, бойцам Сопротивления всё ещё сильно не хватало боеприпасов и оружия. Немцы же и вишисты хотели перегруппировать оставшиеся у них силы, получить подкрепление с фронта и одним контрударом подавить восстание. Поэтому вечером 20 августа при посредничестве генерального консула Швеции в Париже Рауля Нордлинга было заключено временное перемирие, благодаря чему немцы и вишисты смогли хорошо укрепить оборону в контролируемых ими частях города.
21 августа, в знак неповиновения своему американскому начальству, французский генерал Филипп Леклерк направил разведывательные подразделения 2-й бронетанковой дивизии под своим командованием в сторону Парижа. Союзное командование осудило эти действия, но их поддержал лидер «Сражающейся Франции» Шарль де Голль. Он пригрозил генералу Эйзенхауэру, что если тот не позволит 2-й танковой дивизии атаковать город, то сам отдаст ей соответствующий приказ. Поставленный перед свершившимся фактом, Эйзенхауэр в конце концов сдался и вечером 22 августа официально согласился на атаку.
В 9:00 22 августа по приказу фон Хольтица немецкая артиллерия и танки, нарушив перемирие, открыли массированный огонь по занятым бойцами Сопротивления и их сторонниками районам города. Через несколько часов Гитлер по телефону лично отдал приказ перейти в наступление и подавить восстание, нанеся противнику максимальный урон в живой силе и технике, однако у немцев по-прежнему не хватало людских резервов для контрудара, и выполнение приказа отложили.
Ровно через 24 часа, в 9:00 23 августа, немцы повторили обстрел и в некоторых районах даже попытались перейти в наступление, но бойцам Сопротивления удалось их отразить и вернуть наступающих на прежние позиции.

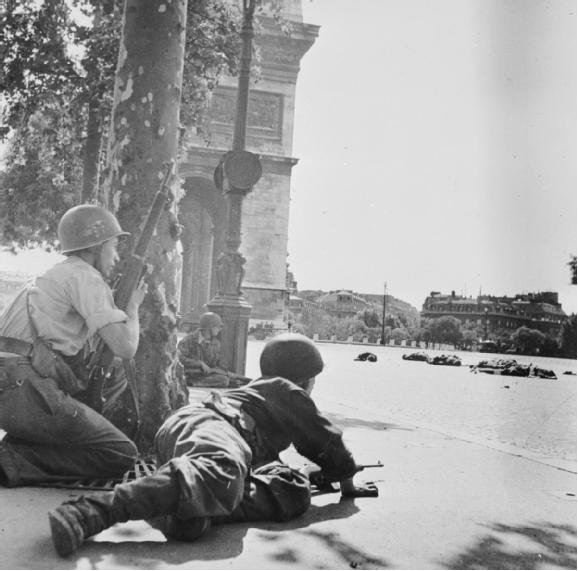
Бойцы 2-й бронетанковой дивизии ведут бой с немецкими солдатами, занимая позиции недалеко от Триумфальной арки

Наконец, 24 августа 1944 года в 21 час 20 минут, в город сразу с двух сторон начали входить 4-я пехотная дивизия США и французская 2-я бронетанковая дивизия, общей численностью в 16 тыс. человек. С помощью артиллерии и танков им удалось почти полностью подавить сопротивление немцев и вишистов. К концу дня бои с переменным успехом продолжались лишь в центре Парижа и на нескольких восточных окраинах.
Взбешённый Гитлер приказал взорвать город, однако фон Хольтица больше заботила собственная судьба, и он ослушался приказа. Около 3:30 ночи, 25 августа 1944 года был подавлен последний опорный пункт немецко-вишистской обороны у отеля «Hôtel Meurice», в котором располагался командный штаб Дитриха фон Хольтица и его окружения. Фон Хольтиц сдался в плен союзникам, капитуляцию у него приняли местный командующий Французскими внутренними силами Анри Роль-Танги и командир французской 2-й бронетанковой дивизии Филипп Леклерк. Сложили оружие 11 800 немецких и около 4000 вишистских солдат. Париж был освобождён.

### Потери
В ходе боёв с 19 по 25 августа 1944 года немцы потеряли убитыми 3200 солдат и офицеров, ещё 11 800 сдались в плен.
Вооружённые формирования режима Виши — от 500 до 1000 убитыми и около 4000 сдались.
Кроме того, была захвачена либо уничтожена вся артиллерия и техника, находившаяся в их распоряжении.
Потери бойцов Сопротивления оцениваются от 800 до 1000 убитых и 1500 раненых. 

Общие потери дивизии «Свободная Франция» составили 130 убитых и 320 раненых. 

Потери 4-й пехотной дивизии США составили, по официальным данным, 72 убитых и пропавших без вести и 225 раненых; кроме того, были уничтожены 35 танков и 117 единиц прочей техники и артиллерии.

## Последующие события (26—29 августа)

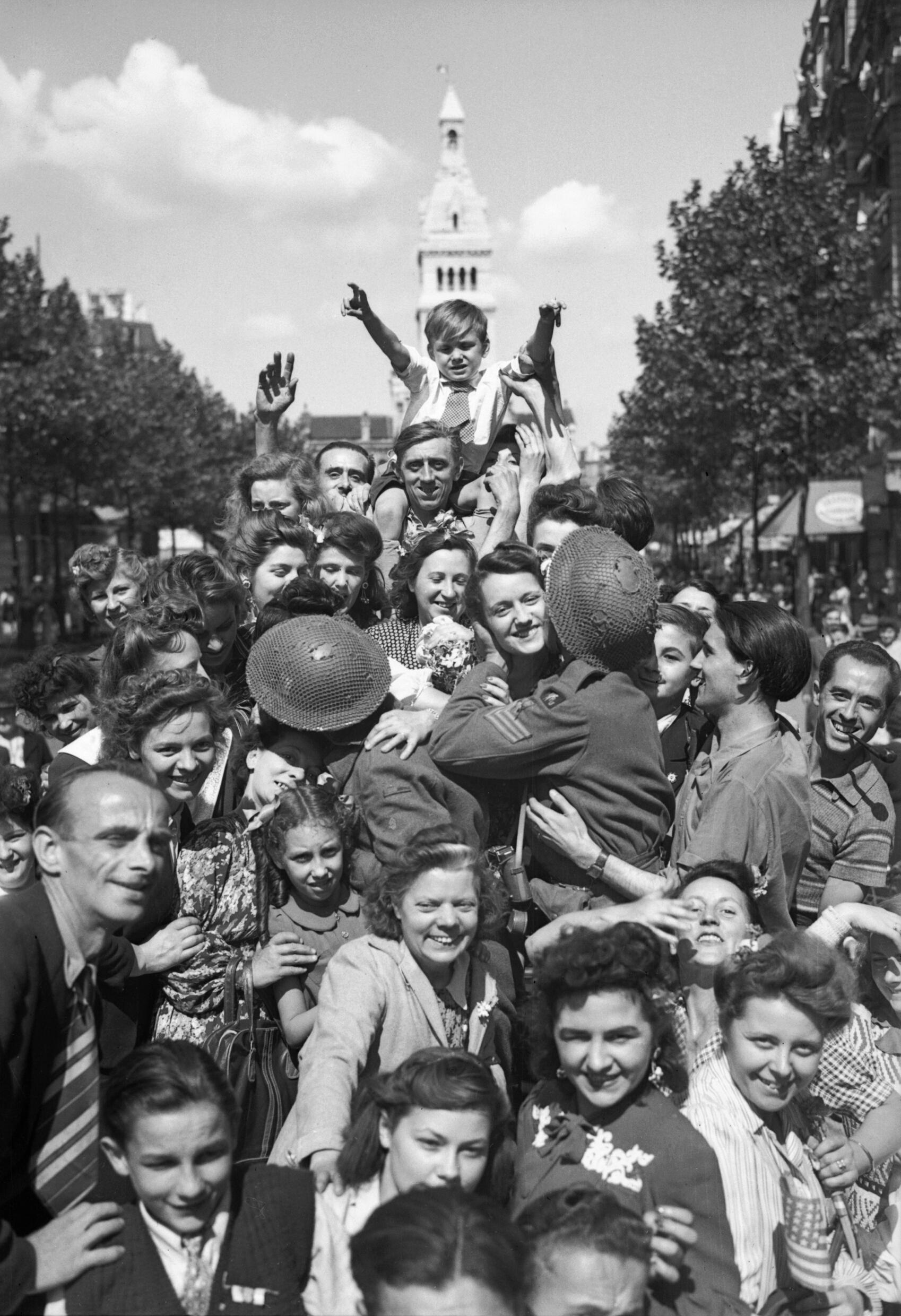
Британские солдаты в толпе ликующих французов (26 августа 1944)

В следующие дни после освобождения города состоялись несколько парадных шествий союзнических войск на Елисейских полях в Париже. В них принял участие и Шарль де Голль.
Несмотря на общую капитуляцию немцев и вишистов, в городе ещё было небезопасно, так как несколько десятков наиболее фанатичных солдат (в основном снайперов) продолжали сопротивление в отдельных частях города. От их действий погибли и были ранены несколько десятков солдат и мирных жителей. Известен даже случай, когда днём 29 августа немецкий снайпер с крыши одного из домов в центре Парижа недалеко от «Hôtel de Crillon» произвёл выстрел в выступающего на параде Шарля де Голля, но промахнулся и был уничтожен ответным огнём. Де Голль же спокойно договорил свою речь и покинул трибуну.
В это же время прошли массовые аресты и казни наиболее активных сторонников режима Виши.

## Исторический взгляд
Это сражение рассматривается некоторыми историками как последнее сражение в битве за Нормандию, хотя в действительности она закончилась разгромом сил вермахта американской и британской армией в Фалезской операции в западной Франции примерно в то же время. Освобождение Парижа можно рассматривать как переходный момент во вторжении союзных войск: от операции «Оверлорд» к началу общего масштабного наступления, хотя такого мнения придерживается меньшая часть специалистов.